# Bastion Peak, British Columbia
Bastion Peak är en bergstopp i Kanada.   Den ligger i provinsen British Columbia, i den centrala delen av landet, 3 200 km väster om huvudstaden Ottawa. Toppen på Bastion Peak är 3 345 meter över havet. Bastion Peak ingår i The Ramparts.
Terrängen runt Bastion Peak är bergig åt sydväst, men åt nordost är den kuperad.Trakten runt Bastion Peak är nära nog obefolkad, med mindre än två invånare per kvadratkilometer.. Det finns inga samhällen i närheten. 
Trakten runt Bastion Peak består i huvudsak av gräsmarker.